# Victor Thibout de la Fresnaye
Pour les articles homonymes, voir Thibout.
Victor Thibout de la Fresnaye, né le 26 juin 1805 à Martigny-sur-l'Ante (Calvados) et mort le 2 avril 1861 à Caen, est un médecin français.

## Biographie
Victor Thibout de la Fresnaye, fils de Jacques François Julien Thibout de la Fresnaye, sieur du Cammorice et de Louise Marie Victoire Lecellier, est issu d'une très ancienne famille normande.
Docteur en médecine comme beaucoup d'autres, il est cependant le premier à s'intéresser aux bienfaits du caoutchouc dans la fibre textile. En 1828, avec deux amis, ils réunissent leurs épargnes d'étudiants et louent une cave dans laquelle ils installent un appareillage de filage mû par un cheval ! Ils parviennent à réaliser des tresses et des tissus élastiques : une petite révolution et la naissance d'une nouvelle industrie moderne !
L'argent manquant, les trois amis se séparent pour exercer la médecine chacun de son côté. Le 4 mai 1830, Victor Thibout de la Fresnaye est reçu docteur en médecine en soutenant une thèse sur l'emploi du caoutchouc comme élastique dans la confection de divers bandages. Il dit alors : « Jusqu'à présent, les médecins s'appliquaient à améliorer les bandages, mais les inconvénients sont si graves que j'ai cherché un corps qui, avec tous les avantages des élastiques modernes, n'aura que peu ou point d'inconvénients. J'ai trouvé que le caoutchouc peut remplir le but que je recherche depuis longtemps. Cette gomme résine, recouverte de fil de soie ou de coton, m'a permis de réaliser des bandages compressifs pour alléger et guérir certaines maladies ».
En effet, les élastiques en fils métalliques couramment utilisés à l'époque s'oxydaient, se rompaient, perçaient l'enveloppe, perdaient leur élasticité et finissaient pas blesser les parties sous-jacentes.
Le procédé Thibout permet d'obtenir une toile véritablement élastique qui prend facilement les formes corporelles. Le premier usage qu'il en fait concerne le bandage compressif pour les bas à varices puis s'élargit aux sangles utilisées pour lever les fardeaux.
Thibout s'intéresse alors au confort féminin, s'insurgeant de la mauvaise conception des "compresseurs pour seins". Il imagine une nouvelle enveloppe qui se substituerait au corset à baleines dont les dames faisaient usage mais qui comprimait le thorax, gênait le développement pulmonaire et provoquait parfois d'importants soucis de santé. Partant de ses travaux d'amélioration des bandages, il constate que cette nouvelle toile, élastique et légère, a l'avantage de se mouler idéalement autour de la poitrine et de l'abdomen, relevant la gorge. La fabrication est lancée, le docteur devenant, en quelque sorte, l'inventeur du soutien-gorge moderne.
En 1831, Victor Thibout poursuit encore ses recherches sur le caoutchouc. Aidé par Jacques Labbé, pharmacien à Falaise (Calvados), il parvient à mettre au point un procédé de dissolution du caoutchouc. Les deux hommes prennent ainsi, en leur nom collectif, pour dix années, un brevet d'inventeur nommé : "Procédé d'imperméabilité des tissus de fil de coton, chanvre, lin, soie et laine au moyen de la viscine et du caoutchouc combiné".
La demande étant forte, les inventeurs déposent plusieurs échantillons de tissus et de chaussures en cuir, rendus imperméables par le procédé décrit dans le brevet.
En 1832, il s'installe à Paris en qualité de médecin pour lutter contre l'épidémie de choléra qui sévit sur la capitale. Il est considéré par ses collègues comme un exemple de labeur et de dévouement à la cause médicale.
Le 9 janvier 1836, il revient à Caen et ouvre dans sa propre maison (rue des Carmes) une clinique pour enfants difformes dont il sera durant 25 ans le responsable du dispensaire. Il est nommé "le médecin des pauvres" pour le quartier de la Maladrerie à Caen. Il s'intéresse également au strabisme et est le premier à effectuer une opération sur un patient dans la ville normande.
Toute sa vie, Thibout ne fit jamais de distinction entre le riche et le pauvre et procédait toujours par urgence, selon le besoin le plus pressant.
Le 18 décembre 1834, à Caen, il épouse Marie Varin avec laquelle il a une fille unique, Camille, née en 1836 et qui s'unira le 17 décembre 1861 avec François Eugène de Bonnet de Maureilhan de Polhes, colonel au 114e de ligne, commandeur de la Légion d’honneur, chevalier de Saint-Louis, originaire de Béziers (Hérault).
En 1860, il est choisi comme président de la Société de Médecine Normande mais s'éteint le 2 avril 1861 à Caen et est inhumé dans le cimetière d'Amblie.

## Divers
Une rue de Caen porte son nom depuis 1954.

## Sources
- Document déposé à la bibliothèque municipale de la ville de Caen et publié dans la revue Nos ancêtres, vie et métiers (no 20 juillet et août 2006) par Christophe Poulain-Devreux, petit-fils de Berthe Thibout de la Fresnaye, elle-même petite-nièce du docteur.
- La thèse du Docteur est consultable au Fonds Normand de la bibliothèque municipale de Caen (Cote : FN BR 11221) et aux archives départementales du Calvados.